# Кураш, Орест Иванович
Орест Иванович Кураш (10 октября 1935, Ореховцы — 5 ноября 2006, Львов) — советский и украинский хормейстер, общественный деятель, заслуженный деятель искусств УССР (с 1989).

## Биография
В 1945 году вместе с родителями и семьёй был вынужден покинуть родные земли, которые после Второй мировой войны отошли к Польше.
Учился в средней школе села Сокольники (Львовская область), Львовском музыкально-педагогическом училище (класс заслуженного артиста Украины Евгения Вахняка) и в 1953—1958 годах во Львовской консерватории (специальность «дирижирование» класс профессора, народного артиста УССР Николая Колессы и доцента, заслуженного артиста УССР Владимира Василевича).
В 1958—1965 и 1980—1986 годах был главным хормейстером, а до 2006 года — хормейстер Львовского театра оперы и балета имени Ивана Франко (сейчас — Львовский оперный театр имени Саломеи Крушельницкой). В то же время в 1959—1975 годах руководил хором школы-интерната № 9 города Львова. Также в 1963—1967 годах руководил хоровым кружком школы-интерната № 2. Затем до 1970 года преподавал дирижёрско-хоровые дисциплины в Львовском музыкально-педагогическом училище.
Организатор и руководитель хора творческой молодёжи (1960) и хора учителей и сельской интеллигенции (1970) села Сокольники. В 1971 году был художественным руководителем народного ансамбля песни и танца «Радуга» Дома культуры села Жовтневого, Железнодорожный район (Львов). Затем до 1978 года руководил ансамблем песни и танца «Верховина». В 1998—2006 годах был председателем Галицкого городского отделения Всеукраинского объединения ветеранов.
Член Союза театральных деятелей Украины (с 1990), член Народного Руха Украины (с 1995), ветеран труда (1998).
Как хормейстер совершил первопрочтения спектаклей «Лесная песня» (1958) и «Тени забытых предков» (1960) В. Кирейко; «Украденное счастье» Ю. Мейтуса (1960), «Олешская баллада» Б. Яновского (1986).
Орест Кураш умер 5 ноября 2006 года, прощание с хормейстером прошло в помещении Львовской оперы.